# (4621) Tambov

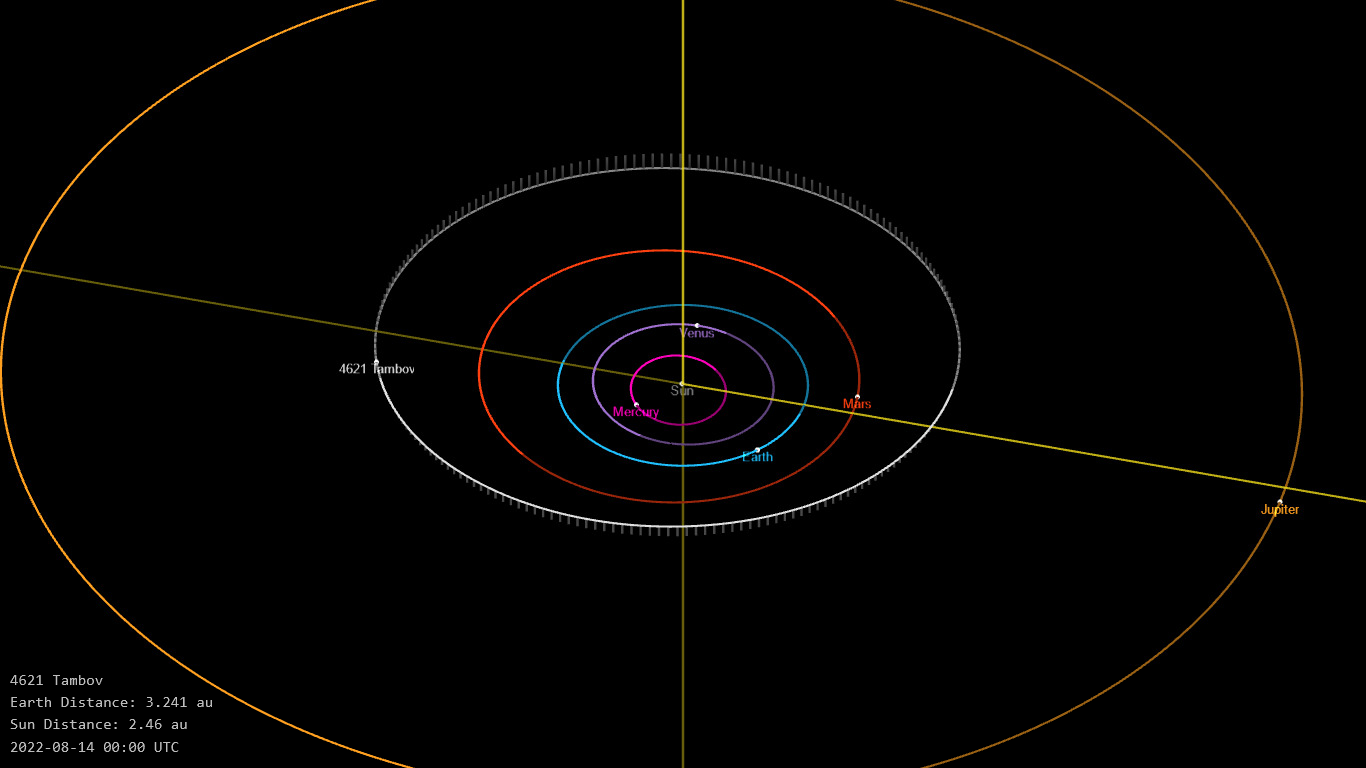
Orbite de l'astéroïde Tambov

(4621) Tambov est un astéroïde de la ceinture principale.

## Description
(4621) Tambov est un astéroïde de la ceinture principale. Il fut découvert le 27 août 1979 à Naoutchnyï par Nikolaï Tchernykh. Il présente une orbite caractérisée par un demi-grand axe de 2,39 UA, une excentricité de 0,21 et une inclinaison de 3,0° par rapport à l'écliptique.

## Compléments